# Daniel Alaei
Daniel Christopher Alaei (* 28. Juli 1984 in Santa Fe Springs, Kalifornien) ist ein professioneller US-amerikanischer Pokerspieler iranischer Abstammung. Er ist fünffacher Braceletgewinner der World Series of Poker und gewann 2009 das Main Event der World Poker Tour.

## Pokerkarriere

### Werdegang
Alaei ist ein Spezialist für Cash Games der Variante No Limit Texas Hold’em. Er nahm an den ersten drei Staffeln des Fernsehformats High Stakes Poker teil. Neben seinen Cash-Game-Erfolgen ist Alaei auch ein angesehener Turnierspieler. Bei der World Series of Poker (WSOP) im Rio All-Suite Hotel and Casino am Las Vegas Strip gewann er 2006 ein Turnier in der Variante No Limit Deuce to Seven Draw und damit sein erstes Bracelet. Insgesamt hat Alaei fünf Bracelets gewonnen. Des Weiteren erreichte Alaei respektable Ergebnisse bei den WSOP-Main-Events. Während er 2004 59. und 2005 140. wurde, machte Alaei 2007 mit dem 25. Platz von über 6000 Teilnehmern auf sich aufmerksam. Für diesen Erfolg erhielt er über 330.000 US-Dollar. Sein bis dahin bestes Ergebnis außerhalb der WSOP erzielte er im Mai 2005 in einem 300 US-Dollar teuren Rebuy-Turnier im Commerce Casino in Los Angeles, als er 133.000 US-Dollar Siegprämie für den ersten Platz unter 526 Teilnehmern erhielt. Im Dezember 2009 entschied Alaei das Five Diamond World Poker Classic der World Poker Tour (WPT) im Hotel Bellagio am Las Vegas Strip für sich und stieg damit in den Kreis der WPT-Gewinner auf. Allein dieses Turnier verdoppelte beinahe seine Turniergewinne; der erste Platz brachte ihm knapp 1,5 Millionen US-Dollar ein.
Insgesamt hat sich Alaei mit Poker bei Live-Turnieren knapp 7,5 Millionen US-Dollar erspielt. Online spielte er unter den Nicknames steamraise (PokerStars) und FakeSky (Full Tilt Poker).

### Braceletübersicht
Alaei kam bei der WSOP 40-mal ins Geld und gewann fünf Bracelets:
| Jahr | Buy-in (in $) | Turnier                                    | Teilnehmer | Preisgeld (in $) |
| ---- | ------------- | ------------------------------------------ | ---------- | ---------------- |
| 2006 | 05.000        | No-Limit 2-7 Draw Lowball w/ Rebuys        | 081        | 430.698          |
| 2009 | 10.000        | World Championship Omaha Hi/Lo 8-or-better | 179        | 445.898          |
| 2010 | 10.000        | Pot-Limit Omaha Championship               | 346        | 780.599          |
| 2013 | 10.000        | Pot-Limit Omaha Championship               | 386        | 852.692          |
| 2015 | 10.000        | Omaha Hi-Lo 8 or Better Championship       | 157        | 391.097          |